# Amorphophallus sagittarius
Amorphophallus sagittarius là một loài thực vật có hoa trong họ Ráy (Araceae). Loài này được Steenis mô tả khoa học đầu tiên năm 1953.